# Kamil Baleja
Kamil Baleja (ur. 16 października 1983 roku w Głogowie) – polski prezenter radiowy i telewizyjny, dziennikarz, konferansjer.

## Życiorys
Jest absolwentem Uniwersytetu Zielonogórskiego, na którym studiował politologię. W latach 2003–2005 pracował w Akademickim Radiu Index, a następnie prowadził popołudniowe pasmo informacyjne, audycje muzyczne i listę przebojów w publicznym Radiu Zachód w Zielonej Górze. W marcu 2007 rozpoczął pracę w radiu RMF FM, w którym pracował do grudnia 2008, po czym przeszedł do RMF Maxx. Od grudnia 2011 do maja 2017 ponownie pracował w RMF FM, od września 2017 do sierpnia 2023 był prezenterem Radia Złote Przeboje, a od września 2023 współprowadzi poranny program w Radiu ZET.  
Od czerwca 2017 pracuje w Telewizji Polsat. Współprowadził koncerty Sylwestrową Moc Przebojów i piątą edycję talent show telewizji Polsat pt. Idol (2017), a także prowadził programy: Taxi kasa i Mamma mia!. Wiosną 2024 uczestniczył w 14. edycji programu Dancing with the Stars. Taniec z gwiazdami w Polsacie.

## Udział w mediach

### Programy telewizyjne
- 2017: Idol – współprowadzący
- 2018: Taxi kasa – prowadzący
- 2018: Big Music Quiz – uczestnik programu
- 2018–2020: Mamma Mia! – prowadzący
- 2024: Dancing with the Stars. Taniec z gwiazdami – uczestnik programu

### Audycje radiowe prowadzone przez Kamila Baleję
- Wstawaj, szkoda dnia
- Swoją drogą
- Interaktywne noce
- RMF Extra
- Przepis na weekend
- Lepsza połowa dnia
- Byle do piątku
- Dobra nocka
- Złote Przeboje na dzień dobry
- Dzień dobry bardzo